# 海红豆
海红豆又名相思豆、红豆，为豆科海红豆属植物，原产中国大陆南方、香港、台湾以及东南亚。海红豆曾是孔雀豆的变种，但现在一般视为独立的种。

## 特征
落叶乔木。长圆形或卵状椭圆形的小叶互生，二回羽状复叶，4-6对羽片；白色或淡黄色小花成狭窄的总状花序；圆锥形花萼，顶部具有5个裂齿，外部被有细毛，卵状披针形花瓣5枚；荚果成熟时候卷曲；鲜红色种子。

## 利用
該樹生長迅速，葉片分佈呈明顯的樹蔭，所以適合作為觀賞遮陽的庭院植物。樹木本身相當堅硬，被用來做舟，家具或燒木。
海红豆也是傳統藥用材料及食物，葉子煮熟可食，未煮的豆子有毒，但煮熟可食。

## 文化习俗

### 爱情
少男少女用五色线串相思豆作成项链手环，佩带身上，心想事成，佩带手上，得心应手，或用以相赠，增进情谊，得让爱情永久。

### 婚姻
男女結婚时，新娘在手腕或颈上佩戴鲜红的相思豆所串成的手环或项链，以象征男女双方心连心白头偕老。夫妻枕下各放六颗许过愿的相思红豆，可保夫妻同心，百年好合。

### 祈福
用许过愿的相思红豆佩戴身上，称为如心所愿，相思红豆树代表显达富贵。

### 平安
农历年中有较差的月份，佩戴红豆可以祛邪避讳。用来做成饰物（如项链、手链等），别具风格，质朴自然、寓意深长；亦可嵌附在卡片上拼成象征性图案、字或直接装入信封中捎给朋友。

## 延伸阅读
[在维基数据编辑]
 《欽定古今圖書集成·博物彙編·草木典·海紅豆部》，出自陈梦雷《古今圖書集成》
 《植物名實圖考·海紅豆》，出自吳其濬《植物名實圖考》

## 外部連結
- （繁體中文）（英文）海紅豆, Haihongdou藥用植物圖像數據庫 (香港浸會大學中醫藥學院) （页面存档备份，存于）